# Tetragonurus cuvieri
Tetragonurus cuvieri is een straalvinnige vissensoort uit de familie van hoekstaarten (Tetragonuridae). De wetenschappelijke naam van de soort is voor het eerst geldig gepubliceerd in 1810 door Risso.